# Myotis velifer
Myotis velifer är en fladdermusart som först beskrevs av J. A. Allen 1890. Den ingår i släktet Myotis och familjen läderlappar.

## Underarter
Catalogue of Life och Wilson & Reeder (2005) skiljer mellan fem underarter:
- Myotis velifer velifer (J. A. Allen, 1890)
- Myotis velifer brevis Vaughan, 1954
- Myotis velifer grandis Hayward, 1970
- Myotis velifer incautus (J. A. Allen, 1896)
- Myotis velifer magnamolaris Choate and Hall, 1967

Kommentar: Underarten M. v. magnamolaris, vars utbredning inte är angiven på kartan, har tidigare räknats in i underarten M. v. grandis; dess utbredning omfattar delstaten Kansas.

## Beskrivning
Den ulliga pälsen varierar från ljusbrun till nästan svart. Den är ljusare hos de östliga populationerna än hos de västliga. På undersidan är färgen ljusare. Arten är förhållandevis stor, med en kroppslängd på 9 till 10,5 cm, inräknat svansen på 4 till nästan 5 cm, och en vikt mellan 7 och 14 g. 

## Utbredning
Denna fladdermus förekommer i södra centrala Nordamerika och i Centralamerika. Utbredningsområdet sträcker sig från södra Nebraska i USA till Honduras. Arten är vanlig i sydvästra USA, men ovanlig i Centralamerika.

## Ekologi
Myotis velifer lever från låglänta områden till bergstrakter på höjder upp till 3 300 meter över havet. På högre höjder förekommer den i habitatetsom  varierar mellan städsegröna skogar, blandskogar mellan ek och tall samt rena tallskogar. På lägre höjder kan den påträffas i habitat karakteriserade av ökenväxter (som bland annat chaparral), dock med god tillgång till vatten.
Individerna sover under dagen i grottor, i gruvor, i byggnader och under broar. De bildar kolonier med 50 till 15 000 medlemmar.

### Vinterdvala
I norra och västra delarna av utbredningsområdet håller arten vinterdvala i grottor, vanligtvis från slutet av september eller början av oktober till slutet av mars/början av april. I Kansas och Texas håller exempelvis de flesta individerna vinterdvala, medan endast en mindre del av populationerna i Kalifornien och Arizona. I de senare regionerna flyttar de i stället söderöver mellan september och åtminstone mars. Även de populationer som lever i Mexikos bergsregioner sover vintersömn.

### Fortplantning
Arten parar sig under hösten och, troligtvis, i samband med perioder av vakenhet under vinterdvalan. Sperman lagras i honans livmoder under vinterdvalan, och själva befruktningen sker inte förrän i april. Efter en dräktighet på 60 till 70 dagar föder honan en unge under slutet av juni till början av juli. Hon diar ungen i omkring 6 veckor, den kan börja flyga vid 5 veckors ålder, och blir könsmogen vid ett års ålder.

### Föda och predation
Myotis velifer börjar jakten, cirka 30 minuter efter solnedgången, med att dricka flygande över någon vattensamling eller vattendrag. Därefter flyger den efter föda tätt över vegetationen. Honorna avbryter jakten efter 2 till 3 timmar, men har ett andra jaktpass kort före gryningen. Artens byten är olika flygande insekter som skalbaggar, nattfjärilar och flygande myror.
Själv utgör arten byten åt vråkar, falkar, tornuggla, tvättbjörn, strimmig skunk, kattfrett, gråräv samt ormar som majsorm och Trimorphodon vandenburghi. Man har även observerat en skogsråtta av arten Neotoma micropus som fångat en unge av arten.

## Bevarandestatus
IUCN kategoriserar arten globalt som livskraftig, och populationen är stabil. Som tänkbara hot anges faktorer som kan störa deras dagvisten och övervintringsställen, som turism och gruvbrytning. Dessutom har man sedan 2007 kunnat konstatera kraftiga utbrott hos andra fladdermöss i samband med övervintringen av en dödlig svampsjukdom, White nose syndrome. Ännu (2016) har inte denna sjukdom påträffats hos Myotis velifer, men farhågor finns för att även denna art skall drabbas.